# Bustuario
Se llamaban bustuarios (bustuarius) entre los romanos a los gladiadores que combatían cerca de la pira en la que se quemaba algún cadáver para celebrar sus exequias, por estar persuadidos de que su sangre aplacaba a los dioses infernales. Este uso se originó de la bárbara costumbre que había de inmolar a algunos esclavos sobre la tumba de un guerrero, que se cree tomaron los etruscos de los griegos. Estos en los tiempos más antiguos inmolaban cautivos ante la tumba de guerreros, como se ve en Homero (los funerales de Patroclo) y en la tragedia griega. Tanto el sacrificio de prisioneros como luego de esclavos fue visto después como demasiado primitivo, y estos fueron sustituidos por gladiadores, cuya sangre se consideraba tendría el mismo efecto apaciguador.
Los hijos de Lucio Junio Bruto fueron los primeros en Roma que honraron de este modo los funerales de su padre en torno al año 489 a. C.
El nombre de estos gladiadores se deriva del lugar en que se quemaba y enterraba el cadáver, llamado bustum en latín. Bustuario también era el nombre de los asistentes en las cremaciones y de los enterradores.
Eran considerados de un estatus aun más bajo que los que luchaban en los juegos públicos. Son mencionados por Cicerón en su discurso Contra Pisón, criticando a Lucio Calpurnio Pisón Cesonino ante el Senado y comparando a Publio Clodio Pulcro con un «gladiador bustuario».